# Norman Reilly Raine
Norman Reilly Raine (* 23. Juni 1894 in Wilkes-Barre; † 19. Juli 1971 in Woodland Hills) war ein US-amerikanischer Autor, der für die Presse arbeitete sowie Theaterstücke und Filmdrehbücher verfasste.

## Leben
Norman Reilly begann 1912 im Alter von 17 Jahren als Reporter beim The Buffalo Morning Express. 1915 arbeitete er als Reporter im kanadischen Toronto und ging dort zur kanadischen Canadian Expeditionary Force. Er diente zwei Jahre im Ersten Weltkrieg und war bei seinem Ausscheiden Captain der Royal Air Force. Bekannt wurde er während der „Großen Depression“, als er in der Saturday Evening Post 75 Beiträge unter dem Titel Tug Boat Annie veröffentlichte. 1933 wurden die Geschichten von Mervyn LeRoy unter dem Titel Die Hafen-Annie mit Marie Dressler, Wallace Beery, Robert Young und Maureen O’Sullivan in den Hauptrollen verfilmt. 1940 wurde der Film durch Tugboat Annie Sails Again von Lewis Seiler mit Marjorie Rambeau, Alan Hale, Jane Wyman und Ronald Reagan in den Hauptrollen, 1945 durch Captain Tugboat Annie von Phil Rosen mit Jane Darwell in der Hauptrolle fortgesetzt.
Seit 1933 begann er mit kleineren Arbeiten auch für das Kino zu arbeiten. Unter anderem wurde das von ihm und Frank Butler 1933 für den Broadway geschriebene und mit Montagu Love und Barton MacLane in den Hauptrollen aufgeführte Theaterstück Hangman's Whip noch im selben Jahr von Stuart Walker unter dem Titel White Woman mit Carole Lombard, Charles Laughton und Charles Bickford verfilmt. Das Stück wurde 1939 erneut von Kurt Neumann als Island of Lost Men mit Anna May Wong, J. Carrol Naish und Eric Blore verfilmt. Seit 1937 verfasste er eigene Drehbücher. Ein erster Höhepunkt wurde noch im selben Jahr das Drehbuch zu Das Leben des Emile Zola unter der Regie von William Dieterle. Der Film wurde 1938 für zehn Oscars nominiert und gewann drei, darunter für das beste Drehbuch. Raine teilte sich den Preis mit seinen Co-Autoren Heinz Herald und Geza Herczeg. 1938 schrieb er mit Seton I. Miller das Drehbuch zu Robin Hood – König der Vagabunden, 1939 mit Æneas MacKenzie Günstling einer Königin und 1945 Unter schwarzer Flagge. Während des Zweiten Weltkrieges schrieb er mehrere Drehbücher, die den US-amerikanischen Kriegseintritt propagandistisch unterstützten. Nach 1945 dauerte es bis 1951, dass Raine ein paar wenige weitere Filmarbeiten verfasste. Er begann mit einer Bearbeitung des Originaldrehbuches von M – Eine Stadt sucht einen Mörder für Joseph Loseys US-amerikanische Adaption. Bis Mitte der 1950er Jahre folgten vor allem noch ein paar Arbeiten für das neue Fernsehen.
Seit 1928 war Raine mit Joyce Roberta Pett, von 1958 bis zu seinem Tod mit Elizabeth Prudhomme verheiratet.

## Filmografie
- 1933: Die Hafen-Annie (Tugboat Annie) Originalgeschichte
- 1936: China Clipper ohne Nennung
- 1937: Fluß der Wahrheit (God's Country and the Woman)
- 1937: Gesetz der Berge (Mountain Justice)
- 1937: Das Leben des Emile Zola (The Life of Emile Zola)
- 1937: Ein Kerl zum Verlieben (The Perfect Speciman)
- 1938: Robin Hood – König der Vagabunden (The Adventures of Robin Hood)
- 1938: Men Are Such Fools
- 1939: Oklahoma Kid ohne Nennung
- 1939: Todesangst bei jeder Dämmerung (Each Dawn I Die)
- 1939: Island of Lost Man Originalgeschichte
- 1939: Günstling einer Königin (The Private Lifes of Elizabeth and Essex)
- 1940: The Fighting 69th
- 1940: Goldschmuggel nach Virginia ohne Nennung
- 1940: Tugboat Annie Sells again Originacharaktere
- 1942: Helden der Lüfte (Captains of the Clouds)
- 1942: Eagle Squadron
- 1943: We Never Benn Licked Originalgeschichte
- 1944: Ladies Courageous
- 1945: Nob Hill
- 1945: A Bell for Adano
- 1945: Captain Tugboat Annie Originalcharaktere
- 1945: Unter schwarzer Flagge (Captain Kidd)
- 1951: M Beratung und Nachbearbeitung
- 1952: Faustrecht in Minnesota (Woman of the North Country)
- 1953: Sea of Lost Ships
- 1954: Waterfront (TV)
- 1954: Born in Freedom: The Story of Colonel Drake
- 1955: Lux Video Theatre